# Katihar

Stadens och distriktets läge i Bihar.

Katihar är en stad i den indiska delstaten Bihar och är centralort i ett distrikt med samma namn. Folkmängden uppgick till 226 261 invånare vid folkräkningen 2011, med förorter 240 838 invånare.